# Guitare-harpe
 (août 2024).
Si vous disposez d'ouvrages ou d'articles de référence ou si vous connaissez des sites web de qualité traitant du thème abordé ici, merci de compléter l'article en donnant les références utiles à sa vérifiabilité et en les liant à la section « Notes et références ».

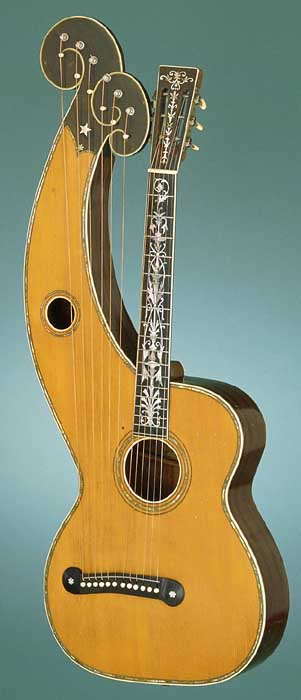
Une guitare-harpe

La guitare-harpe (ou harpe-guitare) est une guitare augmentée de cordes supplémentaires qui sont non frettées, non fixées au manche, mais sur un cadre, un deuxième manche ou une extension de la caisse de résonance, et pincées occasionnellement.

## Historique
Les frères Schrammel en ont popularisé un type au début du XXe siècle à Vienne.

## Galerie

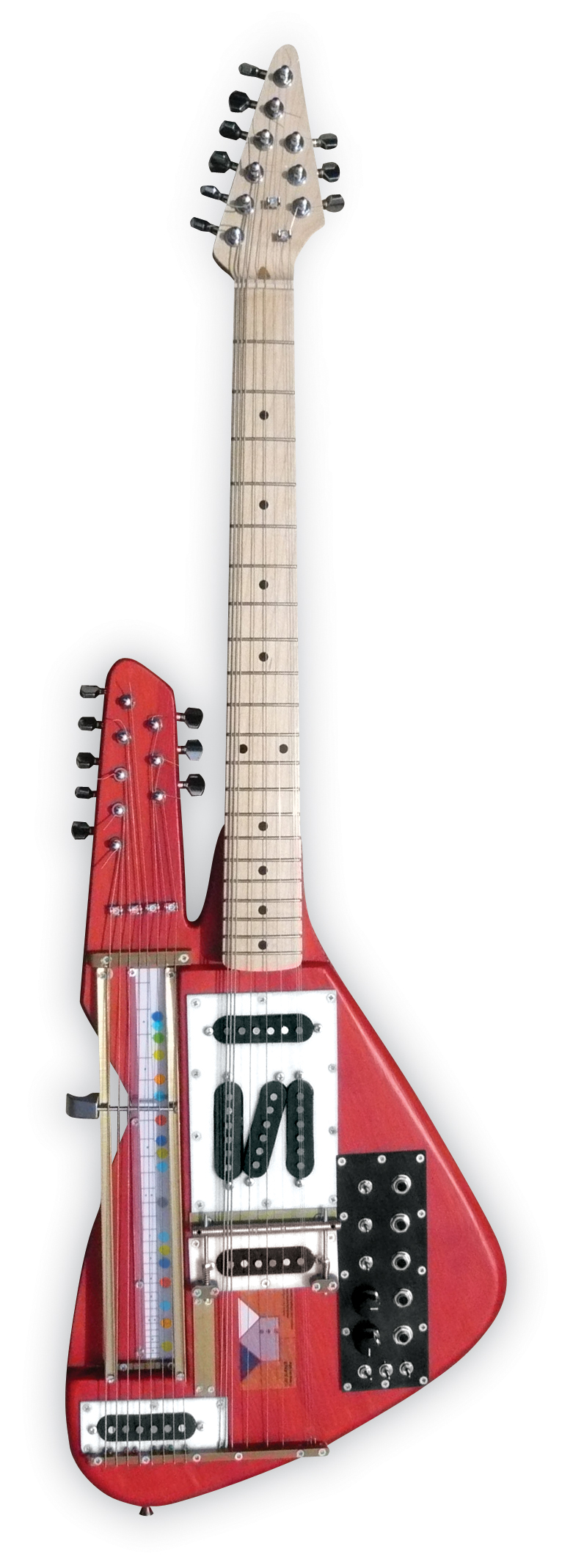
La Harp-Guitar électrique de Finn Andrews (The Veils)
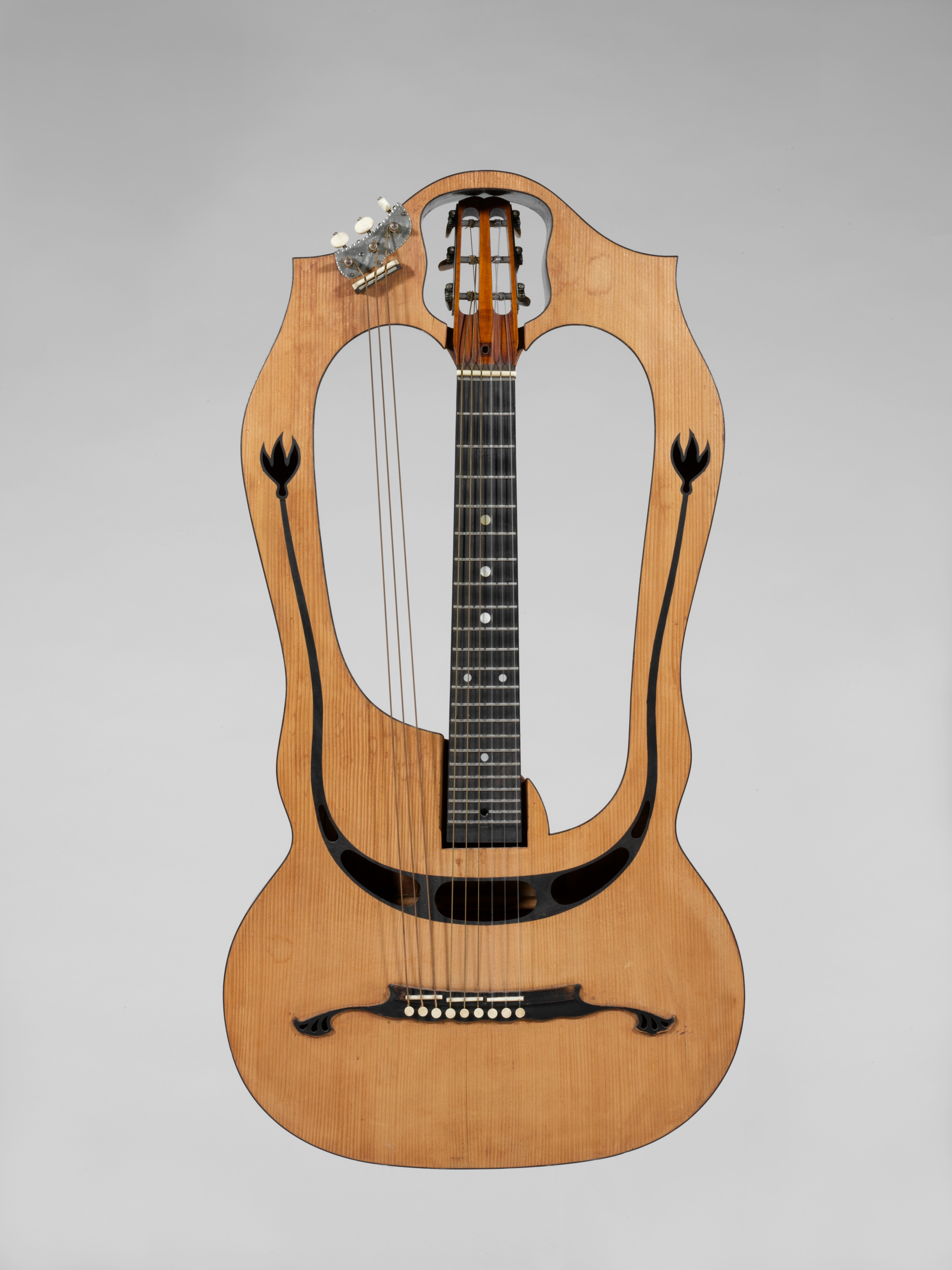
Guitare-harpe de Luigi Mozzani